# 20818 Кармадіраю
20818 Кармадіраю (20818 Karmadiraju) — астероїд головного поясу, відкритий 1 жовтня 2000 року.
Тіссеранів параметр щодо Юпітера — 3,207.